# Reial Acadèmia Nacional de Farmàcia
La Reial Acadèmia de Farmàcia té el seu origen en 1737, any en el qual una real cèdula de Felip V aprova els estatuts del Reial Col·legi de Professors Apotecaris de Madrid.

## Història
Amb data 6 de gener de 1932 el Govern va acceptar el canvi de denominació del Reial Col·legi de Farmacèutics pel d'Acadèmia Nacional de Farmàcia. Aquesta transformació s'havia aconseguit després de 343 anys de vida ininterrompuda al servei de la Ciència i no va alterar, substancialment, el seu règim organitzatiu.
El 15 de juny de 1936 es refà l'estructura de l'Acadèmia, nomenant acadèmics delegats i intensificant-se les seves col·laboracions amb l'estranger. Així mateix, s'amplia el seu camp d'acció en donar entrada en el seu si a doctors en Ciències afins a la Farmàcia.2019
El 9 d'agost2019 de 1946 la Reial Acadèmia de Farmàcia s'incorpora a l'Instituto de España, conservant l'esperit de la seva fundació: cultiu i avançament de la Farmàcia, Química, Botànica i Història Natural. Així s'assenyalava en el seu nou Estatut, de 7 de febrer de 1947: la recerca i estudi de les Ciències Farmacèutiques i els seus afins, el foment del seu cultiu i l'assessorament, quan ells ho sol·licitin, als organismes oficials.
Una vegada acabades les obres de reforma i adaptació de l'antic edifici del Real Col·legi i posterior Facultat de Farmàcia, situat al carrer de la Farmàcia, es va traslladar al mateix la Reial Acadèmia, inaugurant-se solemnement la seva seu actual el 25 d'octubre de 1967.
En els Estatuts de 1989 i en el seu Reglament de Règim Interior de 1990 es normalitza i s'àmplia la plantilla d'Acadèmics, quedant constituïda per 50 Acadèmics Numeraris; 38 farmacèutics i 12 de Ciències afins. Com a Acadèmics Corresponents —nacionals i estrangers— 173, d'ells 22 són delegats en províncies i 24 en Nacions d'Amèrica i Europa. Es crea, igualment, la categoria d'Acadèmics Supernumeraris.
La Reial Acadèmia de Farmàcia es denomina, des de 2002, Reial Acadèmia Nacional de Farmàcia.

## Directors i Presidents
- Toribio Zúñiga Sánchez-Cerrudo, President (1929-1934)
- José Casares Gil, Director (1935-juliol 1957)
- José Ranedo Sánchez-Bravo, Director (julio 1957-1958)
- Ricardo Montequi Díaz de Plaza, Director (1959-1976)
- Ángel Santos Ruiz, Director (1977-1991)
- Rafael Cadórniga Carro, Director (1992-1997)
- Julio Rodríguez Villanueva, Director (1998-desembre 2000)
- Juan Manuel Reol Tejada, Director (desembre 2000-maig 2002), President (maig 2002-19 gener 2007)
- María Teresa Miras Portugal, Presidenta (2007-2013)
- Mariano Esteban Rodríguez, President (2013-2017)
- Antonio Luis Doadrio Villarejo, President (2017 -)

## Acadèmics
1. Juan Ramón Lacadena Calero
2. Juan Tamargo Menéndez
3. José Miñones Trillo
4. Manuel Domínguez Carmona
5. Manuel Ortega Mata
6. Federico Mayor Zaragoza
7. Perfecto García de Jalón y Hueto
8. Francisco Javier Puerto Sarmiento
9. Albino García Sacristán
10. Vicente Vilas Sánchez
11. Gonzalo Giménez Martín
12. Salvador Rivas Martínez
13. César Nombela Cano
14. Ana Maria Pascual-Leone
15. Vacant
16. Eugenio Sellés Flores
17. Benito del Castillo García
18. Vacant
19. Vacant
20. Juan Abelló Gallo
21. Bartolomé Ribas Ozonas
22. Fidel Ortega Ortiz de Apodaca
23. Rosa Basante Pol
24. Julio Rodríguez Villanueva
25. María Cascales Angosto
26. María José Alonso Fernández
27. José Miguel Ortiz Melón
28. Guillermo Giménez Gallego
29. José María Medina Jiménez
30. Vacant
31. Miguel Rubio Huertos
32. Alfonso Domínguez-Gil Hurlé
33. Mariano Esteban Rodríguez
34. Jesús Larralde Berrio
35. N. Víctor Jiménez Torres
36. Jesús Pintor Just
37. Antonio Monge Vega
38. José Antonio Cabezas Fernández del Campo
39. Bernabé Sanz Pérez
40. Joan Josep Guinovart i Cirera
41. Manuel Ruiz Amil
42. María Vallet Regí
43. María del Carmen Francés Causapé
44. David Martín Hernández
45. Antonio Ramón Martínez Fernández
46. Ángel María Villar del Fresno
47. María del Carmen Avendaño López
48. María Teresa Miras Portugal
49. Alberto Giráldez Dávila
50. Antonio Luis Doadrio Villarejo